# Christophe Lemaitre
Christophe Lemaitre (ur. 11 czerwca 1990 w Annecy) – francuski lekkoatleta specjalizujący się w biegach sprinterskich.
Brązowy medalista olimpijski (2016). Lemaître jest aktualnym rekordzistą Francji w biegu na 100 metrów oraz współrekordzistą w biegu na 200 metrów. W 2009 roku ustanowił rekord Europy juniorów w biegu na 100 metrów – 10,04. Francuz jest pierwszym białym człowiekiem, który według oficjalnych pomiarów IAAF i ich zaokrąglania pokonał dystans 100 metrów w czasie poniżej 10 sekund (Polski sprinter Marian Woronin przebiegł ten dystans w czasie 9,992 i to on jest pierwszym białym człowiekiem, który przebiegł 100 m w czasie poniżej niż 10 s. Ostatecznie jednak IAAF  wedle przepisów zaokrąglił ten wynik do 10,00s). Złoty medalista mistrzostw świata juniorów oraz juniorskiego czempionatu Starego Kontynentu. W 2009 został wybrany wschodzącą gwiazdą europejskiej lekkoatletyki w plebiscycie organizowanym przez European Athletics, a rok później został wygrał konkurs European Athlete of the Year Trophy (w 2011 zajął drugie, a w 2012 trzecie miejsce w tym plebiscycie).

## Przebieg kariery

### Początki
Lemaître wystartował w 2006 roku w mistrzostwach Francji juniorów jednak nie odniósł w tych zawodach sukcesów. W kolejnym roku wystąpił w mistrzostwach świata juniorów młodszych, gdzie zajął 4 (w biegu na 100 m) i 5 (w biegu na 200 m) miejsce w finale. Pierwszy międzynarodowy sukces odniósł w Bydgoszczy gdzie w lipcu 2008 roku sięgnął po złoty medal mistrzostw świata juniorów w biegu na dystansie 200 metrów. Po tym osiągnięciu był rezerwowym zawodnikiem francuskiej sztafety 4 x 100 metrów na igrzyskach olimpijskich w Pekinie, jednak ostatecznie nie miał okazji zaprezentować się na bieżni. Na mistrzostwach Europy juniorów w Nowym Sadzie (2009) pokonał w finale biegu na 100 metrów reprezentanta Azerbejdżanu Ramila Quliyeva i z czasem 10,04 ustanowił rekord Europy juniorów oraz zdobył złoty medal. Nie udał mu się start w mistrzostwach globu w Berlinie w sierpniu 2009 (w biegu rozstawnym 4 x 100 metrów sztafeta francuska z Lemaîtrem na ostatniej zmianie zajęła 8. miejsce, w starcie indywidualnym na 100 metrów Lemaître wygrał swój bieg eliminacyjny, po czym w biegu ćwierćfinałowym został zdyskwalifikowany za falstart) jednak na koniec roku wybrano go wschodzącą gwiazdą lekkoatletyki na Starym Kontynencie.

### 2010
W sezonie 2010 udanie wystartował w superlidze drużynowych mistrzostw Europy, gdzie w biegu na 100 metrów przegrał jedynie z utytułowanym Brytyjczykiem Dwainem Chambersem. 9 lipca 2010 w Valence podczas mistrzostw Francji wygrał bieg na 100 metrów z czasem 9,98 ustanawiając nowy rekord kraju, a dzień później z czasem 20,16 wyrównał rekord Francji na 200 metrów i zdobył drugi złoty medal krajowego czempionatu. Niespełna miesiąc później sięgnął w Barcelonie po złote medale mistrzostw Europy w biegu na 100 i 200 metrów oraz w sztafecie 4 × 100 metrów, zostając pierwszym w historii mistrzostw starego kontynentu sprinterem, który zdobył złote medale na tych 3 dystansach. 29 sierpnia na zawodach Rieti IAAF Grand Prix w eliminacjach wyrównał swój rekord życiowy w biegu na 100 metrów, a w finale poprawił się i ustanowił nowy rekord kraju czasem 9,97. Podczas pucharu interkontynentalnego wygrał bieg na 100 metrów. Sukcesy w sezonie 2010 sprawiły, że został wybrany najlepszym lekkoatletą Europy a także najlepszym sportowcem Francji w plebiscycie L’Équipe.

### 2011
Podczas halowych mistrzostw Europy zdobył w Paryżu brąz w biegu na 60 metrów. Na mityngu Golden Gala 2011 w Rzymie, 26 maja, uzyskał czas 10,00 i zajął trzecie miejsce – na mecie lepsze rezultaty osiągnęli dwaj Jamajczycy Usain Bolt (9,91) i Asafa Powell (9,93). 7 czerwca Francuz zajął drugie miejsce w biegu na 100 metrów podczas mityngu w Montreuil poprawiając wynikiem 9,96 własny rekord kraju oraz ustanawiając rekord Europy w kategorii młodzieżowców. Wygrał bieg na 100 metrów podczas drużynowych mistrzostw Europy osiągając wynik 9,95 – to najlepszy rezultat w europejskim sprincie od 2004 roku. Rezultat ten ponownie osiągnął 30 czerwca w Lozannie na mityngu Athletissima 2011 przegrywając z Jamajczykami Michael Frater (9,88) oraz Asafą Powellem (9,78 – najlepszy wynik na listach światowych). Miesiąc później poprawił ten wynik podczas mistrzostw Francji, uzyskując 9,92 sekundy. W biegu na 100 metrów podczas mistrzostw świata zajął czwarte miejsce. Lepiej poszło mu na dwukrotnie dłuższym dystansie, gdzie zdobył brązowy medal zdecydowanie poprawiając swój rekord życiowy. Wynik 19,80 okazał się lepszy od poprzedniego rekordu Francji. Wraz z kolegami z reprezentacji zdobył w Daegu także srebrny medal w biegu rozstawnym 4 x 100 metrów.

### 2012
Sezon 2012 rozpoczął od startu na zawodach w Aix-les-Bains 28 kwietnia, podczas których wystąpił w biegu na 100 metrów. 20 maja w tej samej miejscowości przebiegł 100 metrów w czasie 10,05. Podczas mistrzostw Europy w Helsinkach obronił tytuł mistrza kontynentu w biegu na 100 metrów z 2010 oraz wywalczył brąz w sztafecie 4 x 100 metrów.

## Osiągnięcia

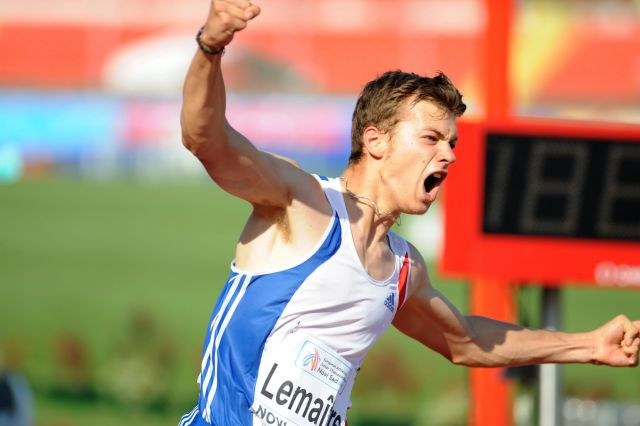
Sprinter po zwycięstwie w mistrzostwach Europy juniorów w Nowym Sadzie (2009)

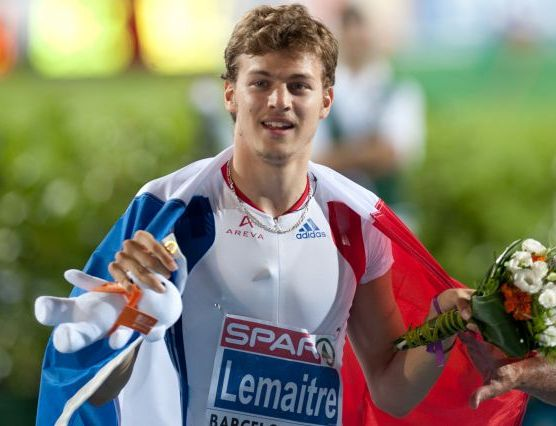
Christophe Lemaitre po zwycięstwie w biegu na 100 metrów podczas mistrzostw Europy w Barcelonie

| Rok  | Impreza                                 | Miejsce        | Konkurencja        | Lokata       | Wynik   |
| ---- | --------------------------------------- | -------------- | ------------------ | ------------ | ------- |
| 2007 | Mistrzostwa świata juniorów młodszych   | Ostrawa        | bieg na 100 m      | 4. miejsce   | 10,67   |
| 2007 | Mistrzostwa świata juniorów młodszych   | Ostrawa        | bieg na 200 m      | 5. miejsce   | 21,15   |
| 2008 | Mistrzostwa świata juniorów             | Bydgoszcz      | bieg na 200 m      | 1. miejsce   | 20,83   |
| 2009 | Halowe mistrzostwa Europy               | Turyn          | półfinał           | bieg na 60 m | 6,72    |
| 2009 | Superliga drużynowych mistrzostw Europy | Leiria         | sztafeta 4 x 100 m | 3. miejsce   | 38,80   |
| 2009 | Mistrzostwa Europy juniorów             | Nowy Sad       | bieg na 100 m      | 1. miejsce   | 10,04   |
| 2009 | Mistrzostwa świata                      | Berlin         | bieg na 100 m      | eliminacje   | 10,23   |
| 2009 | Mistrzostwa świata                      | Berlin         | sztafeta 4 x 100 m | 8. miejsce   | 39,21   |
| 2010 | Superliga drużynowych mistrzostw Europy | Bergen         | bieg na 100 m      | 2. miejsce   | 10,02   |
| 2010 | Mistrzostwa Europy                      | Barcelona      | bieg na 100 m      | 1. miejsce   | 10,11   |
| 2010 | Mistrzostwa Europy                      | Barcelona      | bieg na 200 m      | 1. miejsce   | 20,37   |
| 2010 | Mistrzostwa Europy                      | Barcelona      | sztafeta 4 x 100 m | 1. miejsce   | 38,11   |
| 2010 | Puchar interkontynentalny               | Split          | bieg na 100 m      | 1. miejsce   | 10,06   |
| 2011 | Halowe mistrzostwa Europy               | Paryż          | bieg na 60 m       | 3. miejsce   | 6,58    |
| 2011 | Superliga drużynowych mistrzostw Europy | Sztokholm      | bieg na 100 m      | 1. miejsce   | 9,95    |
| 2011 | Superliga drużynowych mistrzostw Europy | Sztokholm      | sztafeta 4 x 100 m | 2. miejsce   | 38,71   |
| 2011 | Superliga drużynowych mistrzostw Europy | Sztokholm      | bieg na 200 m      | 1. miejsce   | 20,28   |
| 2011 | Mistrzostwa świata                      | Daegu          | bieg na 100 m      | 4. miejsce   | 10,19   |
| 2011 | Mistrzostwa świata                      | Daegu          | bieg na 200 m      | 3. miejsce   | 19,80   |
| 2011 | Mistrzostwa świata                      | Daegu          | sztafeta 4 x 100 m | 2. miejsce   | 38,20   |
| 2011 | DécaNation                              | Nicea          | bieg na 100 m      | 1. miejsce   | 10,12   |
| 2012 | Mistrzostwa Europy                      | Helsinki       | bieg na 100 m      | 1. miejsce   | 10,09   |
| 2012 | Mistrzostwa Europy                      | Helsinki       | sztafeta 4 x 100 m | 3. miejsce   | 38,46   |
| 2013 | Superliga drużynowych mistrzostw Europy | Gateshead      | bieg na 200 m      | 1. miejsce   | 20,27w  |
| 2013 | Superliga drużynowych mistrzostw Europy | Gateshead      | sztafeta 4 x 100 m | 4. miejsce   | 38,84   |
| 2013 | Mistrzostwa świata                      | Moskwa         | bieg na 100 m      | 7. miejsce   | 10,06   |
| 2014 | IAAF World Relays                       | Nassau         | sztafeta 4 × 200 m | 3. miejsce   | 1:20,66 |
| 2014 | Mistrzostwa Europy                      | Zurych         | bieg na 100 m      | 2. miejsce   | 10,13   |
| 2014 | Mistrzostwa Europy                      | Zurych         | bieg na 200 m      | 2. miejsce   | 20,15   |
| 2014 | Mistrzostwa Europy                      | Zurych         | sztafeta 4 × 100 m | 3. miejsce   | 38,47   |
| 2014 | Puchar interkontynentalny               | Marrakesz      | bieg na 100 m      | 5. miejsce   | 10,13   |
| 2014 | Puchar interkontynentalny               | Marrakesz      | bieg na 200 m      | 4. miejsce   | 20,28   |
| 2015 | IAAF World Relays                       | Nassau         | sztafeta 4 × 200 m | 2. miejsce   | 1:21,49 |
| 2015 | Superliga drużynowych mistrzostw Europy | Czeboksary     | bieg na 100 m      | 1. miejsce   | 10,26   |
| 2015 | Superliga drużynowych mistrzostw Europy | Czeboksary     | sztafeta 4 x 100 m | 2. miejsce   | 38,34   |
| 2015 | Mistrzostwa świata                      | Pekin          | bieg na 100 m      | półfinał     | 10,20   |
| 2015 | Mistrzostwa świata                      | Pekin          | bieg na 200 m      | półfinał     | 20,34   |
| 2015 | Mistrzostwa świata                      | Pekin          | sztafeta 4 × 100 m | 5. miejsce   | 38,23   |
| 2016 | Igrzyska olimpijskie                    | Rio de Janeiro | bieg na 100 m      | półfinał     | 10,07   |
| 2016 | Igrzyska olimpijskie                    | Rio de Janeiro | bieg na 200 m      | 3. miejsce   | 20,12   |
| 2016 | DécaNation                              | Marsylia       | bieg na 200 m      | 1. miejsce   | 20,23   |
| 2019 | Mistrzostwa świata                      | Doha           | sztafeta 4 × 100 m | –            | DNF     |

Christophe Lemaître jest wielokrotnym medalistą mistrzostw Francji zarówno w hali jak i na stadionie w różnych kategoriach wiekowych.

## Rekordy życiowe
| Konkurencja               | Rezultat | Data            | Miejsce | Uwagi                                                     |
| ------------------------- | -------- | --------------- | ------- | --------------------------------------------------------- |
| Bieg na 100 metrów        | 9,92     | 29 lipca 2011   | Albi    | były rekord Francji, rekord Europy młodzieżowców          |
| Bieg na 200 metrów        | 19,80    | 3 września 2011 | Daegu   | rekord Francji, 2. wynik w historii europejskiego sprintu |
| Bieg na 50 metrów (hala)  | 5,71     | 5 marca 2010    | Liévin  |                                                           |
| Bieg na 50 metrów (hala)  | 5,71     | 14 lutego 2012  | Liévin  |                                                           |
| Bieg na 50 metrów (hala)  | 5,71     | 14 lutego 2012  | Liévin  |                                                           |
| Bieg na 60 metrów (hala)  | 6,55     | 13 lutego 2010  | Aubière |                                                           |
| Bieg na 60 metrów (hala)  | 6,55     | 5 marca 2011    | Paryż   |                                                           |
| Bieg na 200 metrów (hala) | 20,43    | 28 lutego 2016  | Aubière |                                                           |